# Cees Priem
Cornelis Johannes (Cees) Priem (Ovezande, 27 oktober 1950) is een Nederlands voormalig wielrenner. In 1974 was hij Nederlands kampioen wielrennen op de weg. Na zijn carrière als renner ging hij werken als ploegleider van de TVM-wielerploeg. In die functie belandde hij in 1998 om de doping in de gevangenis. In 2014 bleek na een bekentenis van Jeroen Blijlevens en Bart Voskamp dat Priem onrechtmatig vast heeft gezeten.

## Belangrijkste overwinningen
1971
- Eindklassement Olympia's Tour

1973
- Ster van Zwolle

1974
- Nederlands kampioen op de weg

1975
- Dwars door Vlaanderen
- 1ste etappe deel A Ronde van Frankrijk

1976
- 14de etappe Ronde van Spanje

1977
- 10e etappe Ronde van Spanje

1978
- 3de etappe Ronde van Nederland
- 2de etappe Ronde van België

1979
- 1ste etappe Ronde van de Middellandse Zee

1980
- 10e etappe Ronde van Frankrijk
- Coppa Agostoni

1982
- 1ste etappe Ster van Bessèges
- Eindklassement Ster van Bessèges

1983
- Eindklassement Driedaagse van De Panne-Koksijde

## Resultaten in voornaamste wedstrijden
| Jaar | Ronde van Italië | Ronde van Frankrijk | Ronde van Spanje |
| ---- | ---------------- | ------------------- | ---------------- |
| 1974 |                  | buiten tijd         |                  |
| 1975 |                  | opgave (1)          |                  |
| 1976 |                  |                     | 32e (1)          |
| 1977 |                  |                     | buiten tijd (1)  |
| 1978 |                  |                     |                  |
| 1979 |                  |                     |                  |
| 1980 |                  | opgave (1)          |                  |
| 1981 |                  | opgave              |                  |
| 1982 |                  |                     |                  |
| 1983 |                  |                     |                  |
| 1984 |                  |                     |                  |
| 1985 |                  |                     |                  |
| 1986 |                  | opgave              |                  |
| 1987 |                  |                     |                  |

| Jaar | Milaan-San Remo | Gent-Wevelgem | Ronde van Vlaanderen | Parijs-Roubaix | Amstel Gold Race | Parijs-Tours | Parijs-Brussel | Kuurne-Brussel-Kuurne |  | WK op de weg |  | Wereldranglijsten |
| ---- | --------------- | ------------- | -------------------- | -------------- | ---------------- | ------------ | -------------- | --------------------- |  | ------------ |  | ----------------- |
| 1974 |                 |               |                      |                |                  | 11e          | 20e            | 8e                    |  | opgave       |  |                   |
| 1975 |                 |               |                      |                |                  | 10e          | 9e             |                       |  | opgave       |  | 56e (SPP)         |
| 1976 |                 | 29e           |                      |                | 11e              | 22e          | 38e            |                       |  | opgave       |  |                   |
| 1977 | 143e            |               |                      | 23e            |                  | 8e           | 25e            |                       |  | opgave       |  |                   |
| 1978 | 110e            | 25e           |                      | 25e            |                  |              |                |                       |  | opgave       |  |                   |
| 1979 |                 | 72e           |                      |                |                  | 9e           | 4e             |                       |  | opgave       |  |                   |
| 1980 | 88e             |               | 31e                  |                |                  |              |                |                       |  | opgave       |  |                   |
| 1981 |                 | 113e          |                      |                |                  | 77e          |                |                       |  |              |  |                   |
| 1982 |                 |               |                      |                | 34e              |              |                |                       |  |              |  |                   |
| 1983 |                 | 37e           |                      |                |                  | 31e          |                | 7e                    |  |              |  |                   |
| 1984 |                 |               |                      |                |                  | 84e          |                |                       |  |              |  |                   |
| 1985 |                 |               |                      |                |                  | 63e          |                |                       |  |              |  |                   |
| 1986 |                 |               |                      |                |                  |              |                |                       |  |              |  |                   |
| 1987 |                 |               | 73e                  |                |                  |              |                |                       |  |              |  |                   |